# زبان اقلیت
زبان اقلیت زبانی است که توسط یک اقلیت از جمعیت یک سرزمین صحبت می‌شود. به چنین افرادی اقلیت زبانی گفته می‌شود. با توجه به اینکه ۱۹۶ دولت مستقل در سطح بین‌المللی وجود دارند (در سال ۲۰۱۹) و ۵٬۰۰۰ تا ۷٬۰۰۰ زبان در سراسر جهان صحبت می‌شود، اکثریت قریب به اتفاق زبان‌ها در هر کشوری که صحبت می‌شوند، زبان اقلیت هستند. برخی از زبان‌های اقلیت همزمان زبان رسمی هستند، مانند ایرلندی در ایرلند یا زبان‌های بومی پرشمار بولیوی. به همین ترتیب، برخی از زبان‌های ملی زبان اقلیت محسوب می‌شوند، چرا که زبان ملی یک ملت بی‌کشور به‌شمار می‌روند.